# Joseph-Ignace de Foresta
Pour les autres membres de la famille, voir famille de Foresta.
Joseph-Ignace de Foresta (13 mai 1654, Marseille - 18 décembre 1736, Marseille), est un prélat français, évêque d'Apt.

## Biographie
Joseph-Ignace de Foresta nait à Marseille où il est baptisé le 8 juin 1654. Il est le fils de Scipion-Antoine de Foresta-Collongue et de Louise de Moustier. Destiné à l'église, il est chanoine puis prévôt du chapitre de la cathédrale Marseille. Il fait ses études à Toulouse où il obtient son baccalauréat de théologie il est également docteur in utroque jure de l'université d'Avignon. Il entre dans la compagnie du Saint-Sacrement de Marseille en avril 1689 il en devient rapidement le directeur en novembre et le supérieur en septembre 1691. En même temps il est successivement vicaire capitulaire puis vicaire général et official du diocèse de Marseille en 1692. Il se fait remarquer comme antijanséniste par ses attaques contre Pasquier Quesnel.
Il est nommé  évêque et prince d'Apt le 8 septembre 1695 confirmé le 23 janvier 1696 et consacré en mars suivant. Il fonde le séminaire d'Apt dont il confie la gestion aux Jésuites. Il prend comme chanoine puis comme vicaire général le fils de sa sœur Catherine de Foresta, son neveu, Jean-Baptiste de Vaccon en faveur duquel il résigne son siège épiscopal le 10 mai 1723. Il meurt évêque émérite en 1736. Il eut également pour vicaire général Louis de La Tour du Pin de Montauban.